# Conjuntivite gonocócica

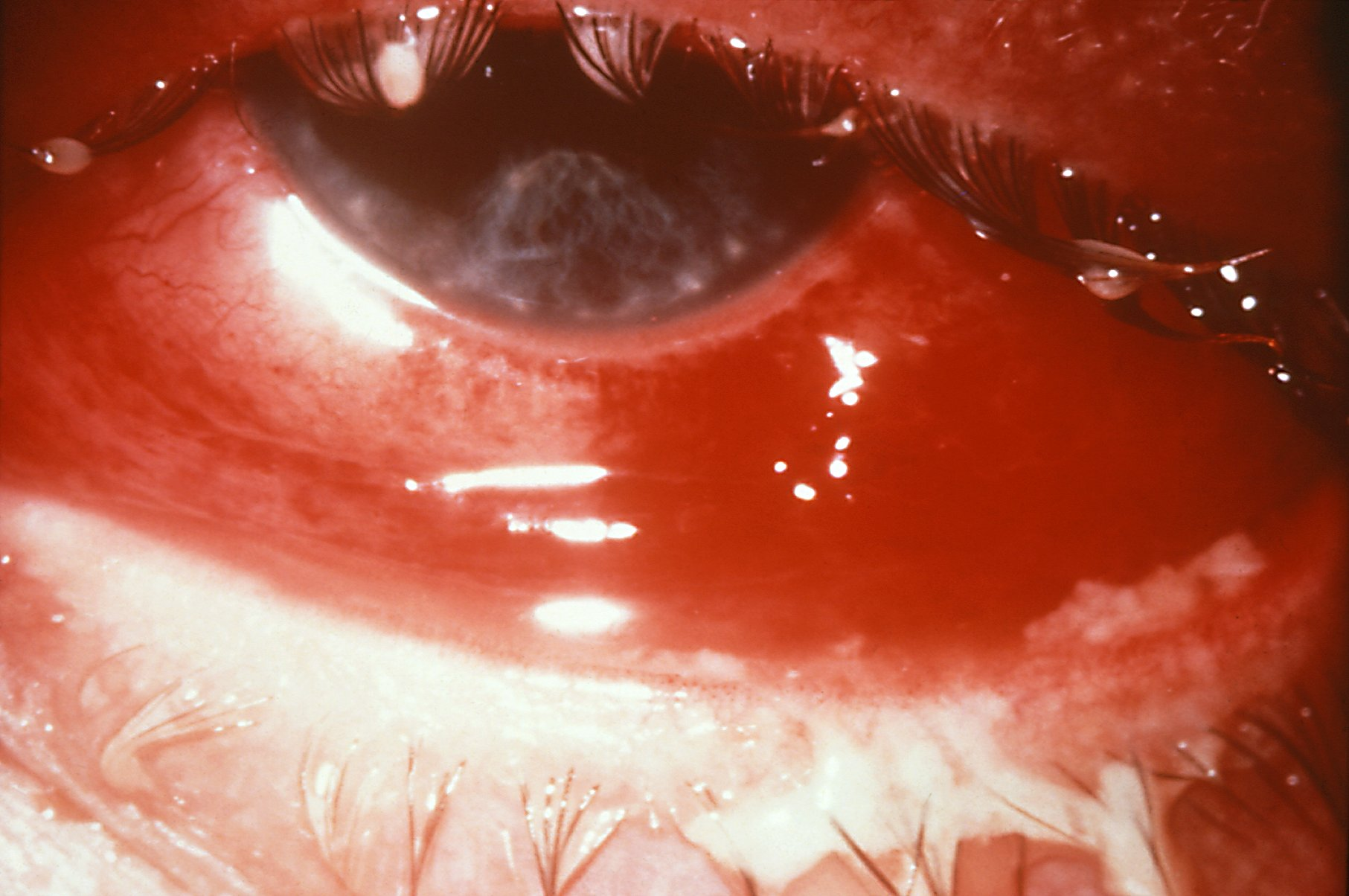
Um olho humano enfermo pela conjuntivite gonocócica.

Conjuntivite gonocócica é uma doença sexualmente transmissível. Afeta mais os recém-nascidos pois a contraem da mãe, decorrente de uma infecção gonocócica da conjuntiva da mãe durante a passagem através do canal de parto.
Por essa razão, muitos países exigem a aplicação de colírios geralmente de nitrato de prata, de iodopovidona ou de uma pomada com antibiótico por exemplo a eritromicina em todos os recém-nascidos, para matar as bactérias causadoras da conjuntivite gonocócica (como a Neisseria gonorrhoeae)
Os adultos podem contrair conjuntivite gonocócica durante a atividade sexual quando, por exemplo, o sêmen infectado entra no olho.
Em geral, somente um olho é afetado. Entre 12 e 48 horas após o início da infecção, o olho torna-se hiperemiado (inchado) e doloroso, com formação intensa de pus ou purulência e uma espécie de areia nos olhos
Quando não tratada, pode ocorrer a formação de úlceras de córnea, a formação de um abcesso e posterior perfuração do globo ocular ou inclusive a cegueira.
Comprimidos, injeções ou colírios com antibióticos podem curar a conjuntivite gonocócica.
Como em qualquer doença do tipo, sempre é recomendável o monitoramento médico urologista e em alguns casos um oftalmologista.
Nunca se deve usar medicamentos sem a devida prescrição médica e sua assessoria, o que poderia levar à sérias consequências.